# Борча (Сербия)
Борча (серб. Борча) — город в Сербии в округе Белград, расположенным на территории городского муниципалитета Палилула. Согласно переписи 2011 года. население составляет 46 086 человек.

## География
Город расположен в нескольких километрах от Белграда.

## История

### Ранняя история
Самые ранние археологические находки около современного поселения Борце относятся к бронзовому и железному векам, но были также найдены медальоны, статуэтки и монеты III или IV века до нашей эры. Из-за водно-болотных угодий сохранилось немногое, но были найдены останки, подтверждающие присутствие джазигов, сарматов и римлян.

### Королевство Венгрия и Османская империя
Во второй половине сентября 1427 года венгерский король Зигмунд I расположился в Борче, который также является старейшим известным поселением на сегодняшний день. Борча упоминается под именем Barcsa. Поселение принадлежало Королевству Венгрии, хотя не исключено, что его название имеет словенские корни, что указывает на местоположение поселения в болотистой местности Панчево Рит). Смедерево санджак получил статус вакуфа, и уже в 1567 году в Борче преобладали сербы.
Во время австрийско-турецких войн Борча стал центром турецкой пограничной зоны и был хорошо укреплён после Карловарского мира, но был завоёван австрийцами в 1717 году и официально передан Габсбургской монархии в 1718 году Позаревацким миром.